# 小行星8632
小行星8632（8632 Egleston）是一颗绕太阳运转的小行星，为主小行星带小行星。该小行星于1981年3月28日发现。

## 轨道参数
小行星8632的轨道半长轴为2.6213252 UA，离心率为0.158。